# مارغريت ريد
مارغريت ريد (بالإنجليزية: Margaret Reid)‏ هي كاهنة نيوزيلندية، ولدت في 25 يونيو 1923، وتوفيت في 19 أغسطس 2018 في أوكلاند في نيوزيلندا.